# Río Rideau

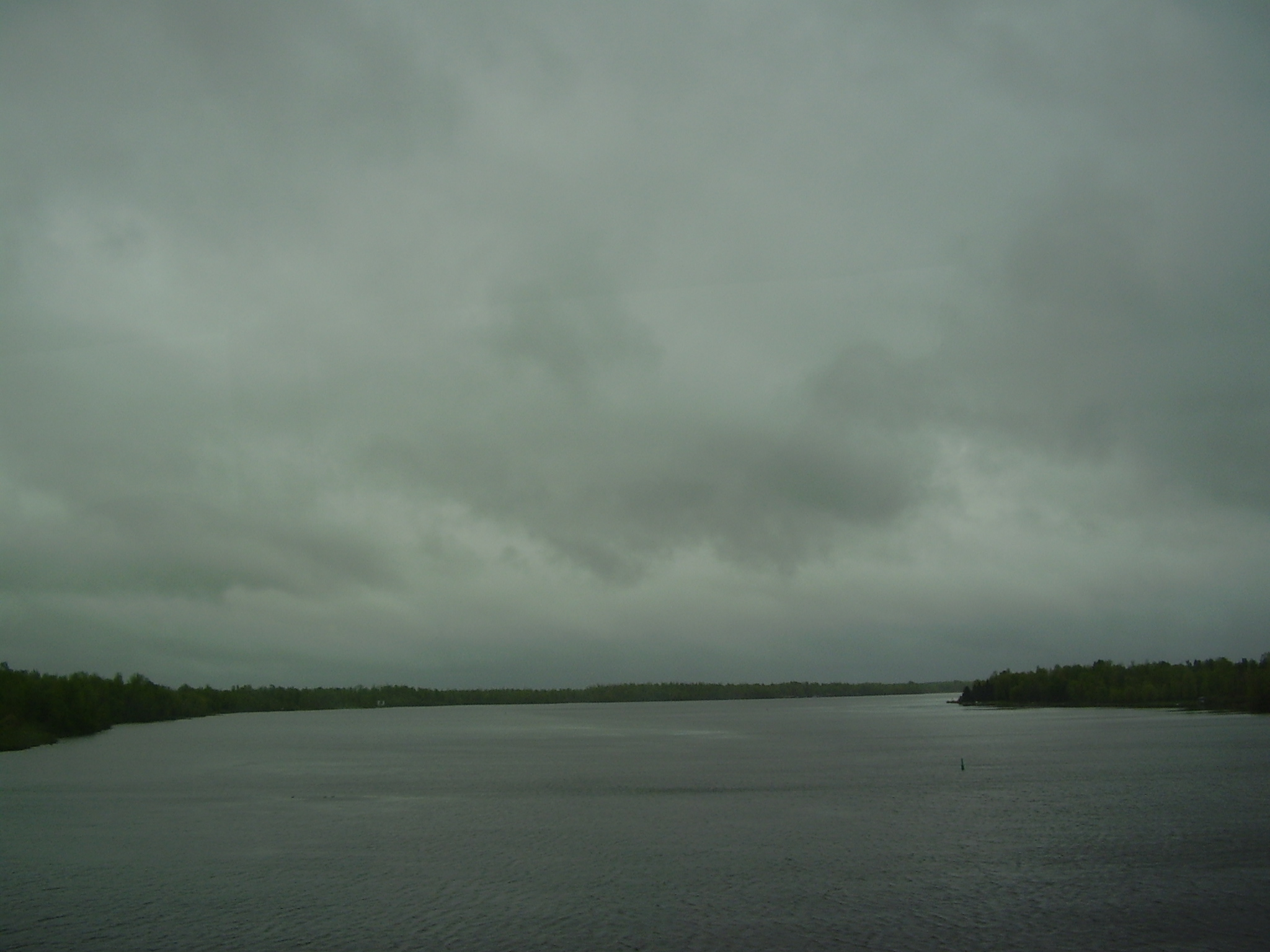
El Río Rideau en el extremo sur de Ottawa.

El río Rideau (en inglés: Rideau River; en francés: Rivière Rideau, que significa «río cortina») es un río de Canadá que nace en el lago Upper Rideau y desemboca en el río Ottawa, por la margen derecha, en el tramo en que ese río es el límite entre las provincias de Ontario y Quebec, a la altura de la ciudad de Ottawa. Su longitud es de 146 km.
Después de la Guerra de 1812, se construyó una vía fluvial, diseñada por John By, a través del río Rideau, conectando Kingston con Ottawa.
A comienzos de la primavera, para reducir las inundaciones en la parte más baja del río, trabajadores de la ciudad de Ottawa usan explosivos para retirar las láminas de hielo que cubren el río.